# David Olivas
David Olivas (Albacete, Castilla-La Mancha, 25 de octubre de 1996) es un escritor, fotógrafo y director de cortometrajes español. En 2019 se alzó con el primer puesto en el reality de fotografía, Top Photo, emitido por la plataforma Movistar+. Su visión a través del objetivo ha convertido al joven en uno de los fotógrafos callejeros más conocidos de España, sus fotos puedes observarse en su perfil de Instagram (@davidolivas) o en su página web (Soy David Olivas). Actualmente tiene publicados siete libros: 'Serendipia', Bajo la misma brújula' y 'La luz que siempre te di', 'El vuelo de la mariposa', ‘El susurro del ángel’, ‘Te veo en el cielo’ y ‘Hoy, mañana y siempre’. Entre sus logros como fotógrafo cabe destacar su publicación en el diario español El Pais. 

## Biografía
David Olivas es un estudiante de Dirección de Cine en la Universidad Rey Juan Carlos de Madrid. Inicialmente fue conocido por el seudónimo 'David Sadness' en su cuenta de Instagram. Se dio a conocer por el éxito de las fotografías que subía a sus redes sociales.
En su faceta como escritor, David Olivas destaca por haber publicado dos libros. El primer libro, Serendipia fue publicado en 2016 cuando todavía utilizaba el seudónimo 'David Sadness'. Con 'Serendipia' este joven escritor presentó un libro que mezcla la poesía y la fotografía, una de sus mejores facetas artísticas. Este libro le dio un empujón en su carrera como fotógrafo y escritor, ya que alcanzó la quinta edición y tiene más de 10.000 ejemplares vendidos.
Con su segundo libro, el que supone su primera novela, David Olivas afirma que su sueño es "transformar en película mi novela".
Con este segundo libro dio un salto al Grupo Planeta, y el 30 de mayo de 2017 se publicaba 'Bajo la misma brújula'. Contó con el apoyo del también escritor Màxim Huerta quien dijo del segundo libro del albaceteño que "esa novela es como una película".
Su tercer libro, se titula La luz que siempre te di y vio la luz el 25 de septiembre de 2018, también bajo el sello Lunwerg de la editorial Planeta.
El escritor ha recibido el encargo de realizar el guion de la serie 'Predestinados' que se encuentra en fase de preproducción y esta prevista que emita Atresmedia tras su estreno en el Festival Internacional de Cine de Albacete Abycine. 'Predestinados' está, además, basada en la segunda novela del guionista 'La misma brújula'.
Además, en su faceta como fotógrafo ha tenido la oportunidad de ser publicado en el diario español El País.

## Libros
- Serendipia (2016) [ISBN 9788494516252]
- La misma brújula (2017) [ISBN 9788427043565]
- La luz que siempre te di (publicación en julio de 2018) [ISBN 9788416890750]
- El vuelo de la mariposa (mayo de 2020) [ISBN 9788401025112]
- El susurro del ángel (2022)
- Te veo en el cielo (2023)
- Hoy, mañana y siempre (2024)

## Premios
Premio Reconocimiento Social de la Ciudad de Albacete (año 2016) que entrega AJE (Asociación de Jóvenes Empresarios).
Ganador de la primera edición de top photo 2019